# Ник Дрейк
Никълъс Родни Дрейк (на английски: Nicholas Rodney Drake) е английски фолк музикант – певец, автор на песни, китарист и пианист.
Дрейк е роден е на 19 юни 1948 година в Янгон, Бирма, в английско семейство на инженери, което малко по-късно се връща в Англия. От ранна възраст се занимава с музика. Постъпва в Кеймбриджкия университет, но през 1969 година се отказва от следването, след като подписва договор със звукозаписната компания „Айлънд Рекърдс“. Дебютният му албум Five Leaves Left излиза през 1969 година, последван от още два – Bryter Layter (1971) и Pink Moon (1972), които нямат търговски успех. За това допринасят нежеланието му да изнася концерти и да дава интервюта. Няма запазени видеокадри с възрастния Дрейк, а само снимки и домашни видеофилми от детството му.
Ник Дрейк страда от продължителна депресия, особено в последните си години, която често оказва влияние върху текстовете на песните му. След завършването на третия си албум Pink Moon той спира да прави както концерти, така и записи, и се оттегля в дома на родителите си в Тануърт ин Ардън в провинциален Уорикшър. На 25 ноември 1974 година той умира там на 26 години от свръхдоза от предписания му антидепресант амитриптилин, като остава неясно дали това е нещастен случай или самоубийство.
Дрейк не намира широка публика, докато е жив, но творчеството му постепенно намира по-широко признание, особено след неговата смърт. Макар музиката му да е достъпна в средата на 70-те години, издаването на ретроспективния албум Fruit Tree през 1979 година дава тласък на нейната преоценка. В средата на 80-те той е сочен като оказал влияние върху тях от музиканти като Робърт Смит от „Кюър“ и Питър Бък от „Ар И Ем“. През 1985 година групата „Дрийм Академи“ влиза в американските и британски класации с посветената на Дрейк песен Life in a Northern Town. В началото на 90-те години британската преса често го сочи като пример на „прокълнат романтик“, а влиянието му върху тях е споменавано от множество музиканти, като Кейт Буш, Пол Уелър, Ейми Ман, Бек, Робин Хичкок и „Блек Кроус“. Първата биография на Дрейк е издадена през 1997 година, последвана година по-късно от документалния филм A Stranger Among Us.